# Jay Hunt
Pour les articles homonymes, voir Hunt.
Jay Hunt est un réalisateur, acteur et scénariste américain né le 4 août 1855 à Philadelphie, Pennsylvanie (États-Unis), et mort le 18 novembre 1932 à Los Angeles (Californie).

## Filmographie partielle

### Comme réalisateur
- 1912 : Camille
- 1914 : The Last of the Line (ou Pride of the Race)
- 1914 : Star of the North, coréalisé avec Thomas H. Ince
- 1914 : A Military Judas, coréalisé avec Thomas H. Ince
- 1914 : The Village 'Neath the Sea, coréalisé avec Thomas H. Ince
- 1917 : Le Coureur de dots (The Promise)

### Comme acteur
- 1913 : Her Legacy de Fred J. Balshofer
- 1914 : One of the Discard de Thomas H. Ince
- 1923 : Notre-Dame de Paris (The Hunchback of Notre Dame) de Wallace Worsley
- 1925 : Sa nièce de Paris (Lightnin) de John Ford
- 1926 : Trois Sublimes Canailles (3 Bad Men ou Three Bad Men) de John Ford
- 1926 : One Minute to Play de Sam Wood
- 1926 : Ferme au poste (My Own Pal) de John G. Blystone
- 1927 : Captain Salvation de John S. Robertson
- 1931 : The Sky Spider de Richard Thorpe